# Zasieki
Zasieki (deutsch Skaren/Skuren, von 1945 bis 1946 Barszcz (deutsch Forst), als Stadtteil von Forst bis 1945 Berge) ist ein Dorf mit 240 Einwohnern im polnischen Teil der Niederlausitz in der Stadt-und-Land-Gemeinde Brody. Es liegt direkt an der als polnisch-deutsche Staatsgrenze fungierenden Lausitzer Neiße gegenüber der deutschen Stadt Forst und neun Kilometer südwestlich von Brody (Pförten) im Powiat Żarski, Woiwodschaft Lebus, im Westen Polens. Bis 1945 war Zasieki der Stadtteil Forst-Berge. Mit über 8000 Einwohnern diente er als Neustadt von Forst.

## Geschichte

### Vor 1945
Das östlich der Neiße gelegene Dorf Berge wurde 1627 erstmals erwähnt. 1897 wurde Berge zur westlich der Neiße gelegenen Stadt Forst eingemeindet. Im Jahre 1906 beschloss die Stadtverordnetenversammlung einen Bebauungsplan für die Erweiterung und Modernisierung des neuen Stadtteils. Bis 1921 gab es neben einer Fußgängerbrücke (auch Seufzersteg genannt) nur eine 1863 gebaute Holzbrücke (Lange Brücke) über die Neiße.
1921 beschloss die Stadt Forst den Neubau der Langen Brücke aus Stampfbeton 30 m weiter flussaufwärts, die im Dezember 1922 fertiggestellt worden war. Die alte Holzbrücke wurde abgerissen. Beide restlichen Brücken wurden Ende des Zweiten Weltkriegs von der Wehrmacht gesprengt, um den Vormarsch der Roten Armee zu behindern, sind als Ruinen jedoch erhalten. Eine weitere Holzbrücke (Skurumer Brücke) gab es südlich der Bahnschienen, diese verband die Skurumer Straße in Forst mit der Siedlung Skurum von Berge. 1934 wurde diese durch eine neue Holzbrücke ersetzt, welche ebenfalls 1945 gesprengt worden ist. Im Gegensatz zu den beiden anderen Brücken wurde diese komplett abgetragen. Zwischen 1926 und 1927 erbaute der Architekt Rudolf Kühn sieben moderne Wohnhäuser mit 70 Wohnungen am Friedrich-Ebert-Platz. In den 1930er-Jahren entstanden in diesem Stadtteil weitere Stadtrandsiedlungen, so unter anderem die südlich der Bahnschienen verlaufene Siedlung Skurum. Des Weiteren gab es zwei Gleisanschlüsse für die Forster Stadteisenbahn. Die Einwohnerzahl von Berge wird je nach Quelle zwischen 8.000 und 10.000 beziffert. 1938 erfolgte der Baubeginn der Sprengchemie Forst-Scheuno der Deutschen Sprengchemie GmbH zwischen Forst-Berge und Forst-Scheuno (heute Brożek). Die Fabrik nahm 1941 ihren Betrieb auf.

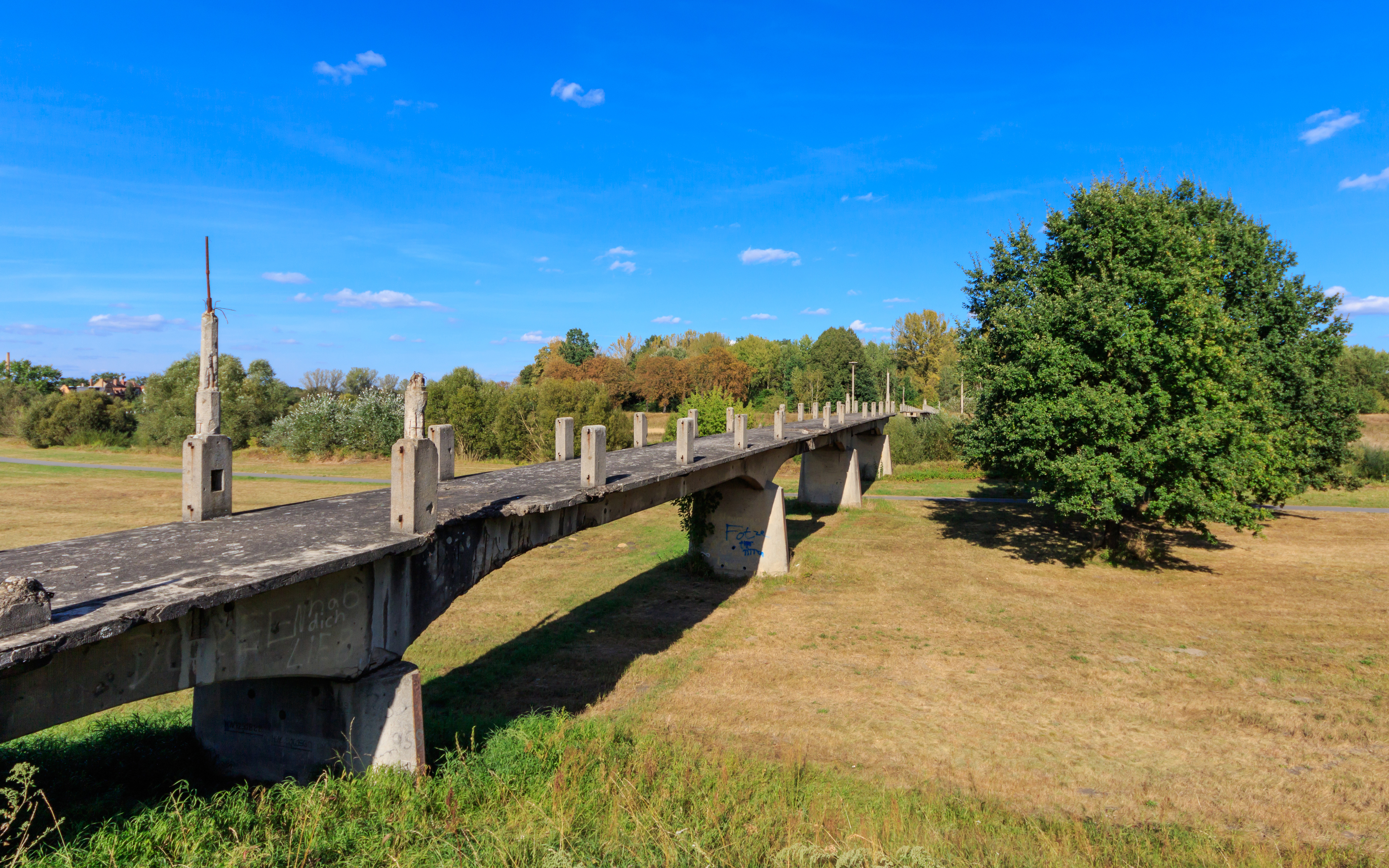
Ehemalige Fußgängerbrücke nach Berge
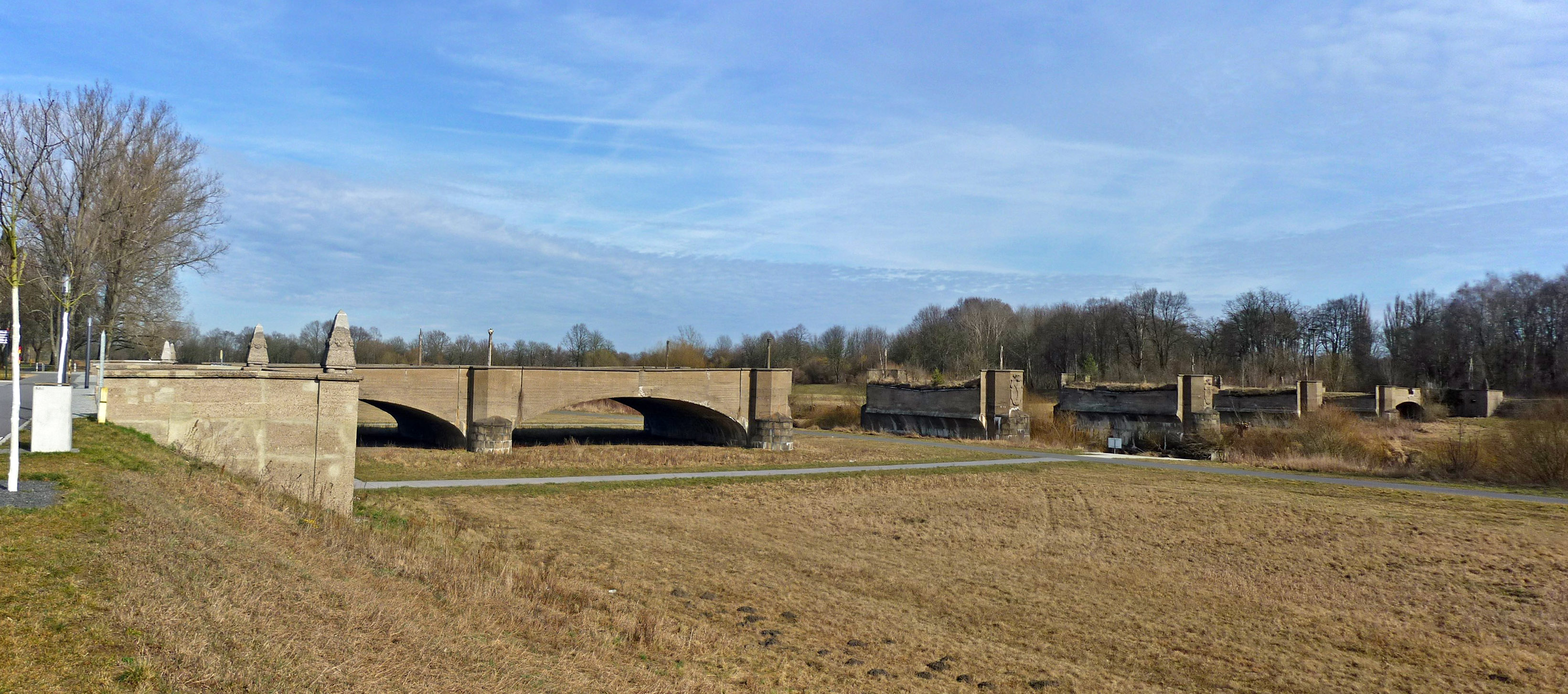
Ruine der Langen Brücke
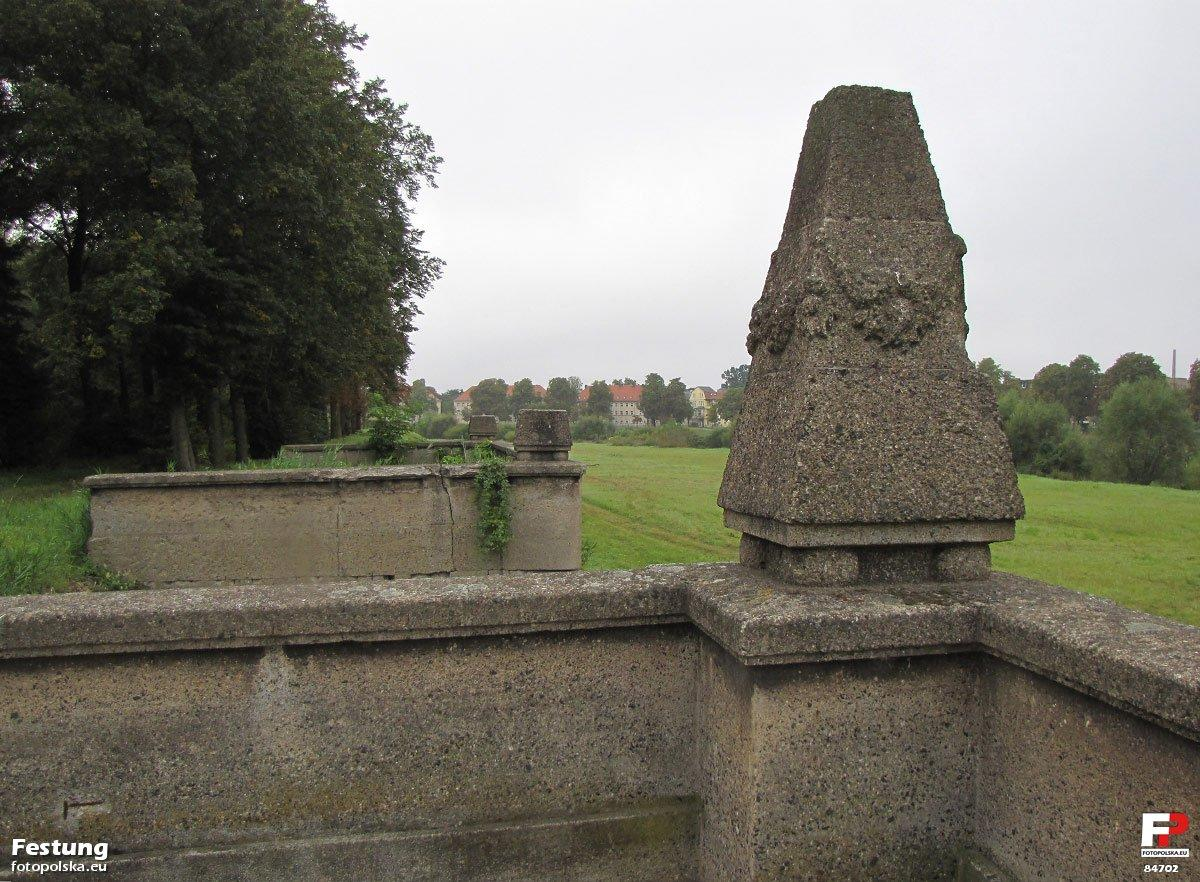
Lange Brücke aus Richtung Zasieki
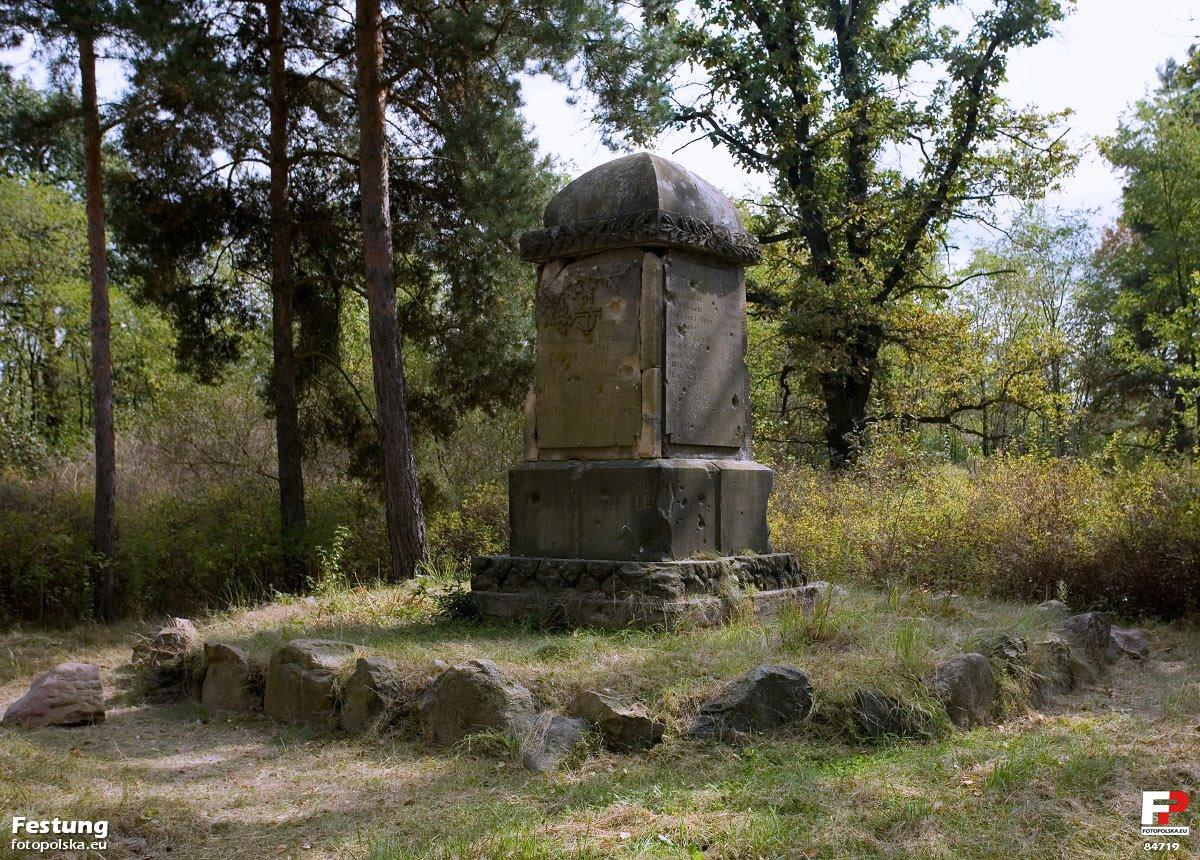
Denkmal für die im 1. Weltkrieg gefallenen Turner des Turnvereins „Freie Turnerschaft Forst“

### Nach 1945
Nach dem Zweiten Weltkrieg fiel das Gebiet östlich der Neiße an Polen, das Dorf erhielt vorerst den polnischen Namen der Stadt Forst (Barszcz) und die deutsche Bevölkerung wurde vertrieben. Die Lage im nun entstandenen Grenzgebiet und technische Schwierigkeiten führten zu Problemen. Unter anderem war das ursprüngliche Abwassersystem von Zasieki mit der Kläranlage der Stadt Forst durch ein Rohr unterhalb der Neiße verbunden, ein Betrieb wäre also nur mit einer Vereinbarung mit der deutschen Seite oder als aufwändige Rekonstruktion der Kanalisation möglich gewesen. Auf Befehl der Behörden der Volksrepublik Polen wurden der Großteil der Gebäude, öffentliche Einrichtungen und Straßen, obwohl von Kriegsschäden relativ verschont, abgetragen, um Baumaterial für den Wiederaufbau von Warschau zu erhalten. Der Abriss dauerte von 1947 bis 1952, nur 38 Häuser am Stadtrand südlich der Bahnstrecke (Siedlung Skurum) blieben bestehen. Das verbliebene Dorf  wurde in Zasieki (dt. Skaren) umbenannt. Nach der politischen Wende wurden einige bestehende Häuser saniert. Durch den Bau einer neuen Brücke 2002 nördlich der Innenstadt von Forst und Zasieki erfolgte die Ansiedlung verschiedener Tankstellen sowie eines kleinen Marktes.

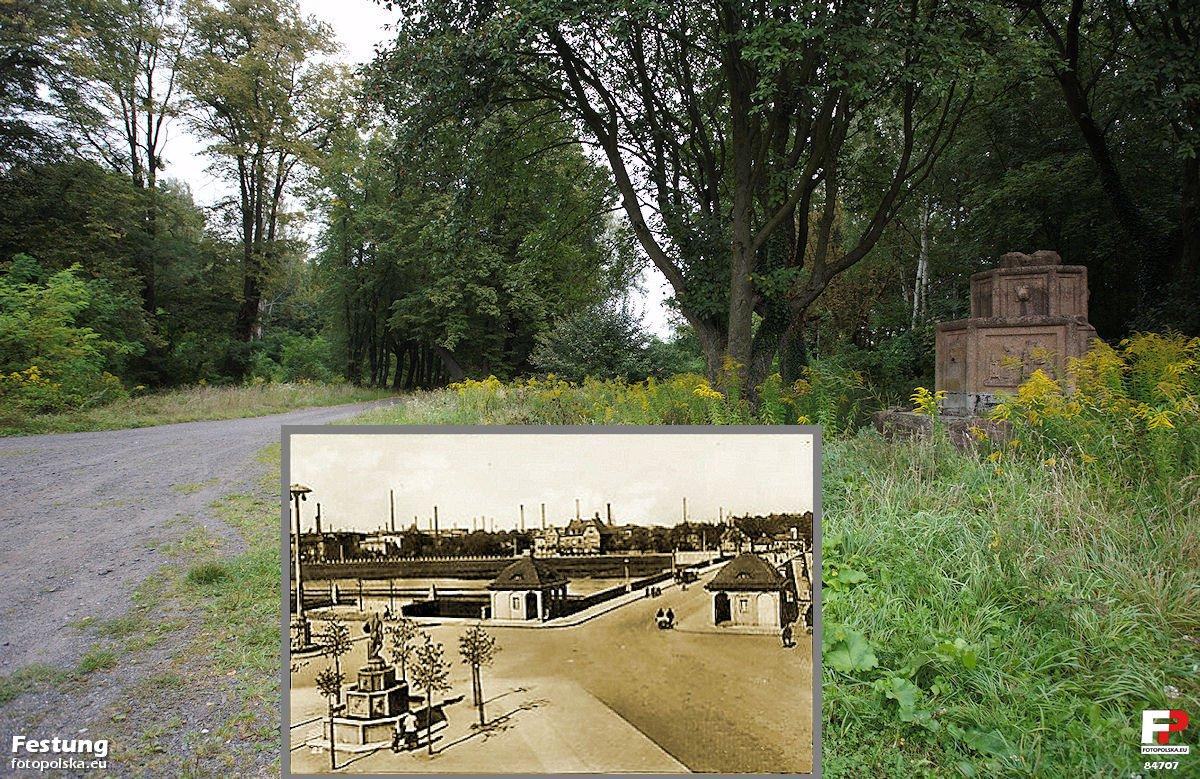
Fotomontage Zasieki früher und heute
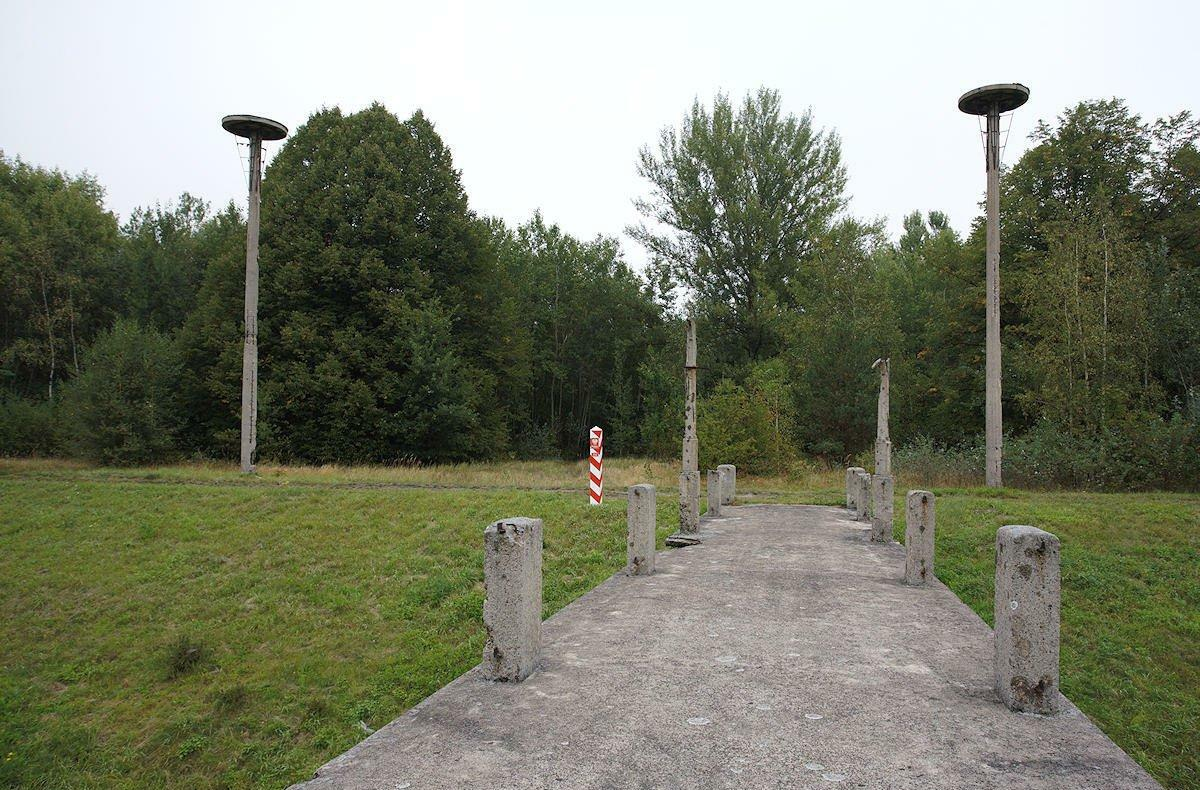
Ehemalige Fußgängerbrücke nach Forst
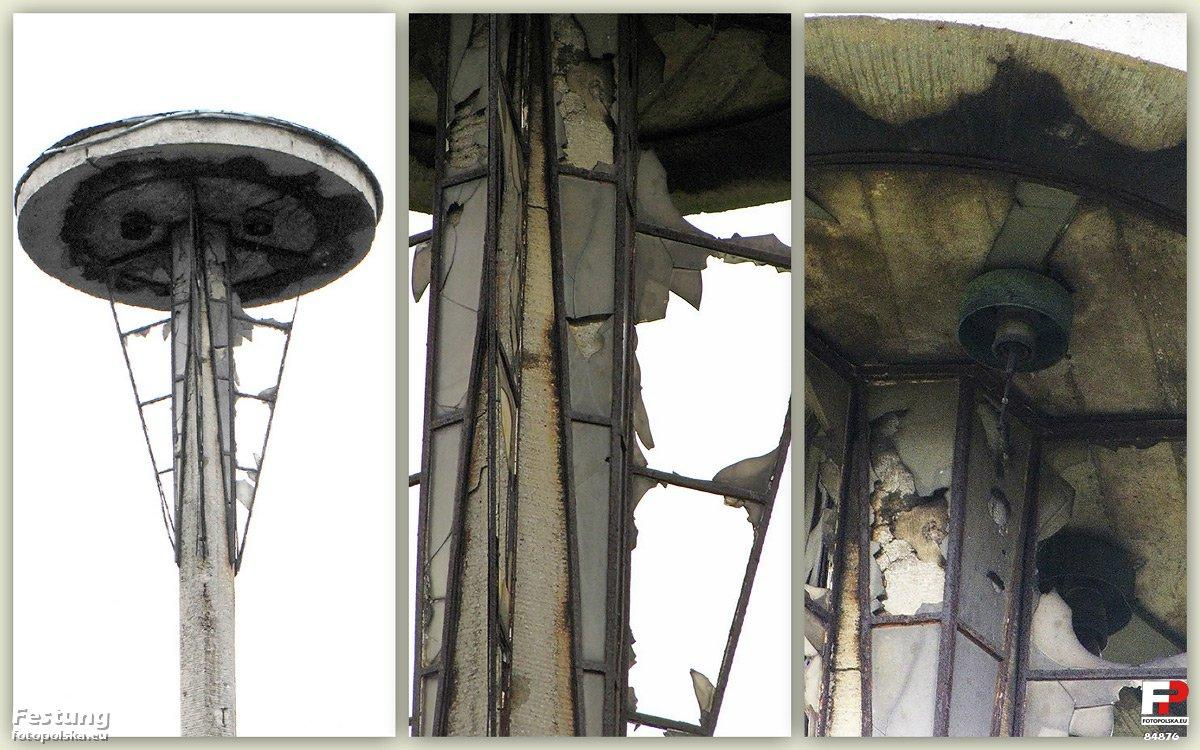
Noch existierendes Überbleibsel deutscher Zeit
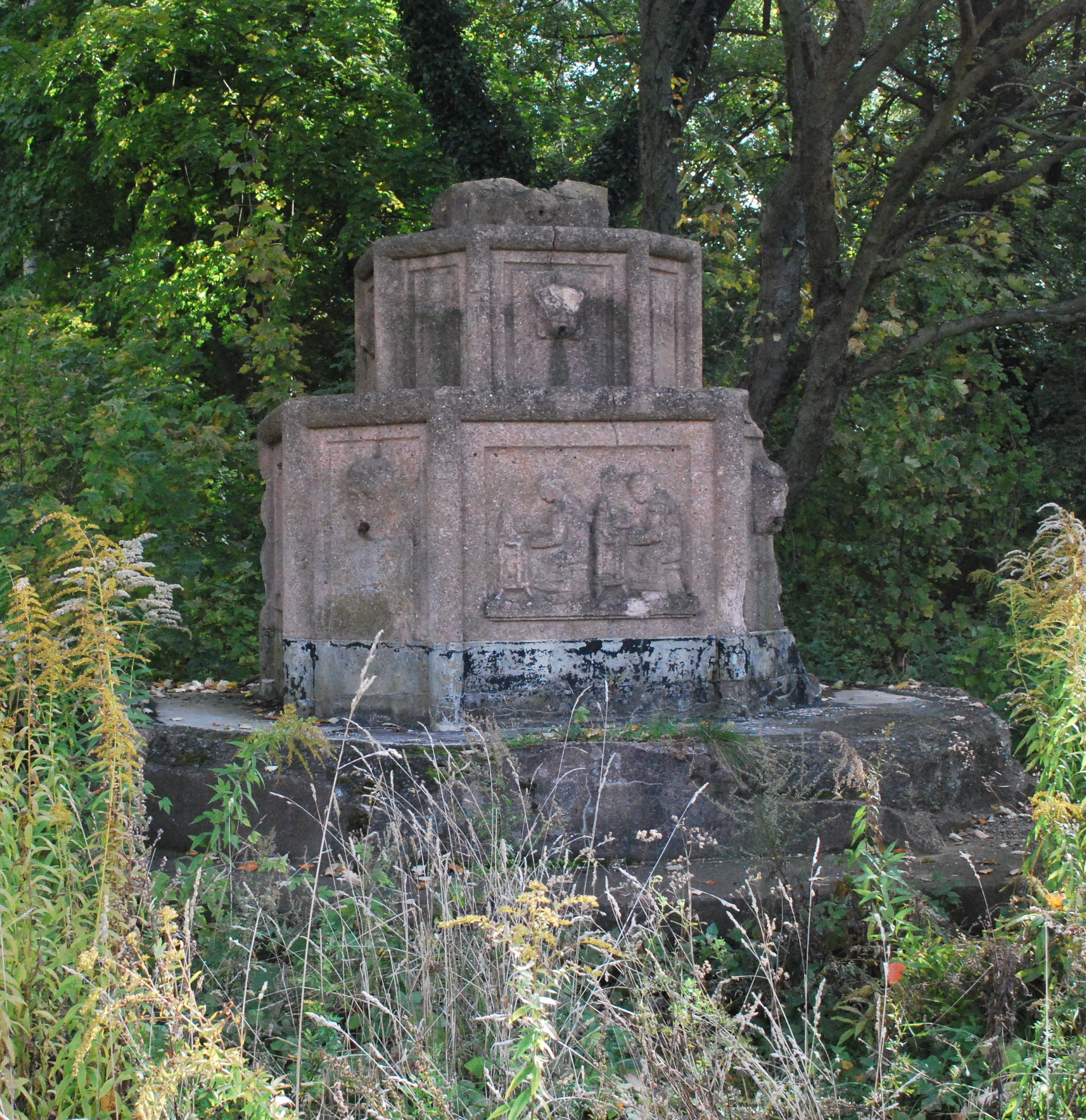
Tuchmacherbrunnen von 1922/23
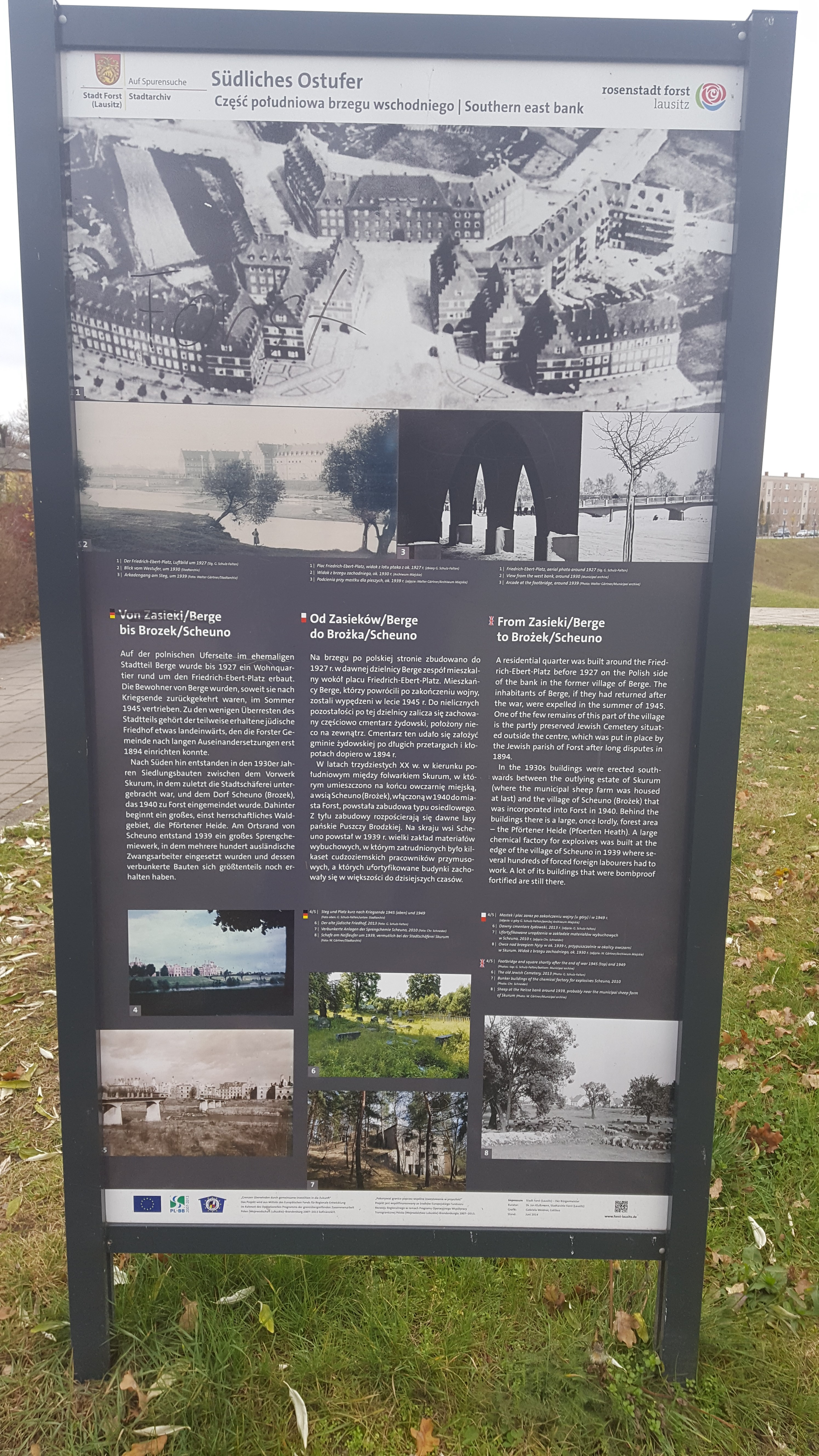
Schautafel über den ehemaligen Stadtteil Forst-Berge
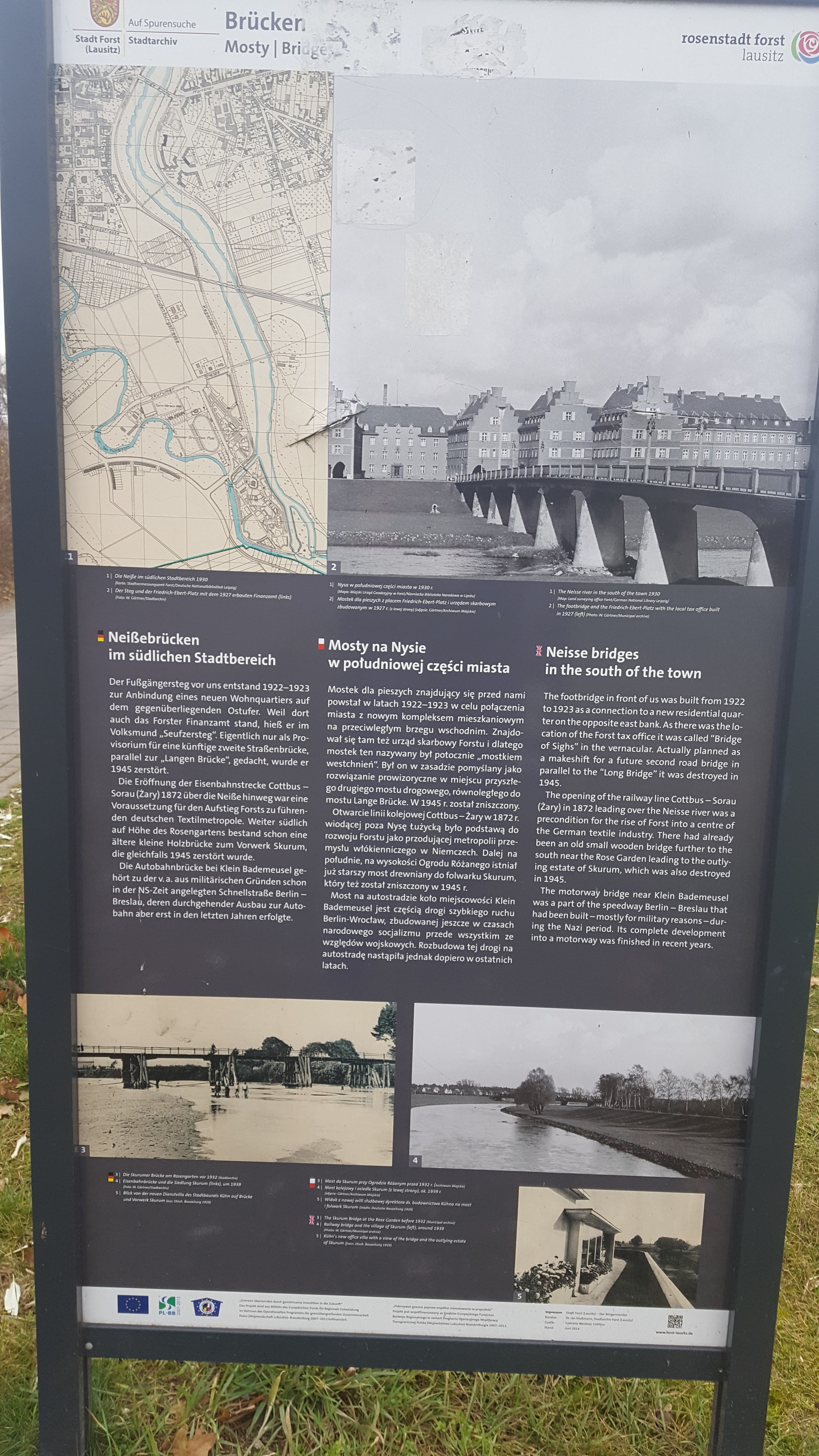
Schautafel über die ehemaligen Neißebrücken in Richtung Forst-Berge

## Verkehr

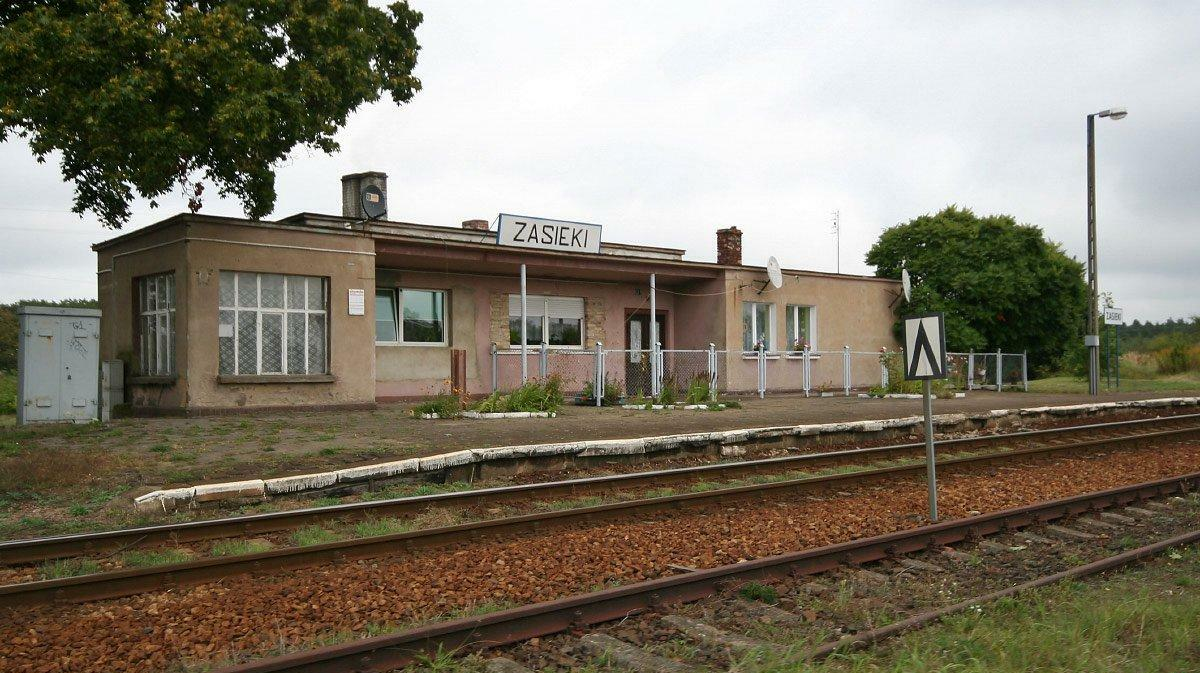
Haltepunkt Zasieki

Zasieki liegt an der Bahnstrecke Łódź–Forst (Lausitz) und ist mit einem Haltepunkt ausgestattet. Zweimal täglich verkehrt die RB 93 von Żagań nach Forst und zurück mit Halt in Zasieki. Im Dezember 2002 erfolgte die Eröffnung der deutsch-polnischen Grenzbrücke Forst–Zasieki („Brücke der Europäischen Union“), welche sich nördlich von Forst und Zasieki befindet. Dadurch sind beide Ortschaften erstmals seit 62 Jahren wieder direkt per Straße verbunden. Seit einigen Jahren gibt es beiderseits Bestrebungen, die zerstörten Brücken im Stadtgebiet wieder aufzubauen.

## Sport
Als Berge noch Stadtteil der Stadt Forst war, existierten mit dem FC Viktoria Forst (Kronenstraße) und dem FC Askania Forst (Heidestraße) zwei Fußballmannschaften, welche mehrmals in der Endrunde um die deutsche Fußballmeisterschaft standen. Nach dem Zweiten Weltkrieg wurden beide Vereine aufgelöst, es erfolgte weder eine Neugründung auf deutscher, noch auf polnischer Seite. Des Weiteren gab es den Turnverein TS Berge-Forst. Überliefert ist eine Spielzeit in der südostdeutschen Fußballmeisterschaft, sowie Ergebnisse in Leichtathletikdisziplinen.

## Name
Der Name Berge bezeichnet den ehemaligen Stadtteil von Forst bis 1945, wird heute fälschlicherweise teilweise als Übersetzung von Zasieki genutzt. Der amtliche deutsche Name Skaren oder Skuren leitet sich von dem Namen Skurum ab, der einzigen Siedlung von Berge, die nach dem Krieg erhalten geblieben ist. Das sorbische Wort Skurum bedeutet so viel wie aufrauchen bzw. zu Rauch werden. Der polnische Name Zasieki bedeutet Stacheldrahtverhau und basierte unter anderem auf den vorhandenen neuen Grenzanlagen im nun polnischen Grenzgebiet.